# De Goede Verwachting (Maasland)
De Goede Verwachting, 's Herenstraat 43 te Maasland, in de Nederlandse provincie Zuid-Holland, is een voormalig winkelpand. Het huis is volgens de gegevens van de gemeentelijke monumentenlijst eind negentiende eeuw gebouwd.

## Geschiedenis
Van begin 1900 tot 1945 was B.M. van den Bosch er gevestigd, een winkel voor kruideniers- en grutterswaren waar ook huishoudelijke artikelen verkocht werden zoals porseleinen thee- en ontbijtserviezen en kaststellen. In 1945 vestigde de Coöperatieve Aankoop Vereniging er zich die er tot 1965 land- en tuinbouwbenodigdheden verkocht. Na 1965 is het pand verbouwd tot woonhuis.

## Afbeeldingen

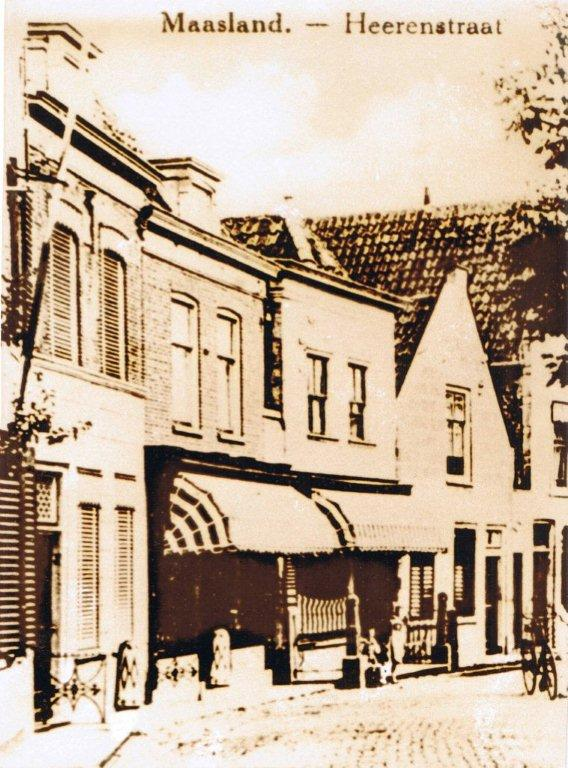
Sfeerbeeld omstreeks 1900
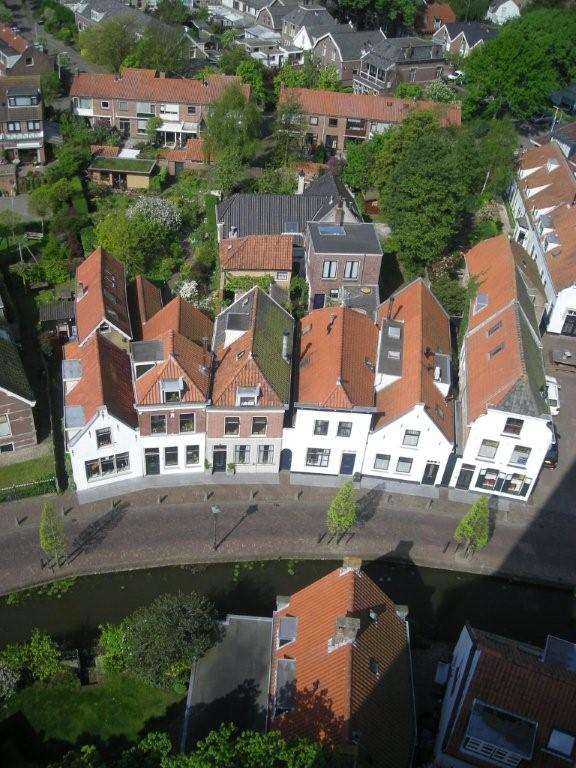
Dorpsaanzicht 2014